# Plesiopelma insulare
Plesiopelma insulare is een spinnensoort uit de familie van de vogelspinnen (Theraphosidae). De wetenschappelijke naam van de soort werd voor het eerst geldig gepubliceerd in 1923 door Cândido Firmino de Mello-Leitão.
De soort komt voor in Brazilië.